# Epione amura
Epione amura är en fjärilsart som beskrevs av Eugen Wehrli 1940. Epione amura ingår i släktet Epione och familjen mätare. Inga underarter finns listade i Catalogue of Life.